# Dobra Dróża
Dobra Dróża – przysiółek wsi Mostki położona w  województwie świętokrzyskim w powiecie skarżyskim w gminie Suchedniów.
W latach 1975–1998 miejscowość administracyjnie należała do województwa kieleckiego.